# له مونگتی
لِه مونگتی (به لاتین: Les Moneghetti) یک منطقهٔ مسکونی در موناکو است که در شهرداری موناکو واقع شده‌است. له مونگتی ۰٫۱۱۵۱۹۶ کیلومتر مربع مساحت و ۳٬۱۳۱ نفر جمعیت دارد.